# Ракитник
Ракитник (словен. Rakitnik, итал. Rachiteni) је насељено место у општини Постојна, Приморско-нотрањска регија, Словенија.

## Историја
До територијалне реорганизације у Словенији био је у саставу старе општине Постојна.

## Становништво
У попису становништва из 2011. године, Ракитник је имао 161 становника.
| Број становника према пописима | Број становника према пописима | Број становника према пописима |
| ------------------------------ | ------------------------------ | ------------------------------ |
| 1991                           | 2002                           | 2011                           |
| 118                            | 159                            | 161                            |

## Галерија
- улаз у насеље
- сеоска кућа
- пејзаж